# Bel Air (Seychellen)
Bel Air (Frans voor Schone Lucht) is een van de 26 administratieve districten van de Seychellen op het hoofdeiland Mahé. Het district heeft een oppervlakte van vier vierkante kilometer en had volgens de census van 2002 2900 inwoners of 725 per vierkante kilometer.